# Епархия Солт-Лейк-Сити
Епархия Солт-Лейк-Сити (лат. Dioecesis Civitatis Lacus Salsi) — епархия Римско-Католической церкви в городе Солт-Лейк-Сити, штат Юта, США. Епархия Солт-Лейк-Сити входит в митрополию Лас-Вегаса. Кафедральным собором епархии Солт-Лейк-Сити является Собор Марии Магдалины.

## История
В 1871 году священником Патриком Уолшем была построена первая в штате Юта католическая церковь святой Марии Магдалины. В 1873 году в Солт-Лейк-Сити прибыл священник Лоуренс Сканлан (в будущем — епископ), который занимался пастырской деятельностью среди военнослужащих католического вероисповедания, шахтёрах-эмигрантах и железнодорожных рабочих. В это же время в Солт-Лейк-Сити прибыли монахини из конгрегации «Сёстры святого Креста».
23 ноября 1886 года Святой Престол учредил первую католическую церковную структуру Апостольский викариат Юты и Невады, выделив его из архиепархии Сан-Франциско. 27 января 1891 года Апостольский викариат Юты и Невады был преобразован в епархию Солт-Лейк.
В 1899 году в Солт-Лейк-Сити была основана католическая газета «The Intermountain Catholic». На рубеже XIX и XX веков в Солт-Лейк-Сити были построены существующие до сегодняшнего времени католические госпиталь святого Креста, колледж «All Hallows College», детский приют «Kearns-St. Ann’s Orphanage» и больница «Judge Mercy Home».
В 1899 году началось строительство новой церкви, которое длилось в течение десяти лет.
27 марта 1931 года епархия Солт-Лейк передала часть своей территории новой епархии Рино. 31 марта 1951 года епархия Солт-Лейк была переименована в епархию Солт-Лейк-Сити.
В течение XX века численность католиков в штате Юта значительно возросла. Если в начале XX века католики в штате Юта составляли около трёх тысяч человек, то в начале XXI века их численность возросла до 150 тысяч человек.
30 мая 2023 года епархия вошла в качестве суффрагана в митрополию Лас-Вегаса.

## Ординарии епархии
- епископ Лоуренс Сканлан[англ.] (23.11.1886 — 10.05.1915) — апостольский викарий, позднее епископ
- епископ Джозеф Сарсфилд Гласс[англ.] (01.06.1915 — 26.01.1926)
- епископ Джон Джозеф Митти[англ.] (21.06.1926 — 29.01.1932) — назначен архиепископом-коадъютором, позднее архиепископом Сан-Франциско
- епископ Джеймс Эдвард Кирни[англ.] (01.07.1932 — 31.07.1937) — назначен епископом Рочестера
- епископ Дуэйн Гаррисон Хант[англ.] (06.08.1937 — 31.03.1960)
- епископ Джозеф Леннокс Федерал[англ.] (31.03.1960 — 22.04.1980)
- епископ Уильям Кеннет Вейганд[англ.] (09.09.1980 — 30.11.1993) — назначен епископом Сакраменто
- епископ Джордж Хью Нидерауэр[англ.] (03.11.1994 — 15.12.2005) — назначен архиепископом Сан-Франциско
- епископ Джон Чарльз Вестер[англ.] (08.01.2007 — 27.04.2015) — назначен архиепископом Санта-Фе
- епископ Оскар Азаркон Солис[англ.] (с 10.01.2017)

## Источник
- Annuario Pontificio, Libreria Editrice Vaticana, Città del Vaticano, 2003, ISBN 88-209-7422-3